# ألكسندر بيتروفيتش (كرة سلة)
ألكسندر بيتروفيتش (بالكرواتية: Aleksandar Petrović) مواليد 16 فبراير 1959 في شيبينيك، جمهورية كرواتيا الاشتراكية، هو مدرب كرة سلة كرواتي ولاعب معتزل. بدأ مسيرته الاحترافية في سنة 1979. مثّل منتخب بلاده. شارك في دورة الألعاب الأولمبية الصيفية سنة 1984. حقق المركز الأول في الألعاب الجامعية الصيفية 1987. اعتزل اللعب في 1991.

## المسيرة الاحترافية
لعب مع نادي سيبونا لكرة السلة من سنة 1979 إلى 1987، ثم لعب مع فيكتوريا يبرتاس بيزارو في الدوري الإيطالي في موسم 1987–1988، ثم لعب مع نادي سيبونا لكرة السلة في موسم 1988–1989.

## الميداليات
| الميدالية | المسابقة                         |
| --------- | -------------------------------- |
| برونزية   | الألعاب الأولمبية الصيفية 1984   |
| برونزية   | بطولة كأس العالم لكرة السلة 1986 |
| برونزية   | بطولة كأس العالم لكرة السلة 1982 |
| برونزية   | بطولة أمم أوروبا لكرة السلة 1987 |
| ذهبية     | الألعاب الجامعية الصيفية 1987    |
| برونزية   | الألعاب الجامعية الصيفية 1981    |
| فضية      | الألعاب الجامعية الصيفية 1979    |

## روابط خارجية
- ألكسندر بيتروفيتش على موقع الاتحاد الدولي لكرة السلة (الإنجليزية)
- ألكسندر بيتروفيتش على موقع بروبوليرز (الإنجليزية)
- ألكسندر بيتروفيتش على موقع سبورتس رفرنس (الإنجليزية)
- ألكسندر بيتروفيتش على موقع الدوري الإسباني لكرة السلة (الإسبانية)
- ألكسندر بيتروفيتش على موقع أوليمبيديا (الإنجليزية)